# The Company Men
The Company Men es una película estadounidense dramática de 2010 escrita y dirigida por John Wells y protagonizada por Ben Affleck, Chris Cooper, Kevin Costner, María Bello y Tommy Lee Jones. La película se estrenó en el Festival de Cine de Sundance el 22 de enero de 2010 y al día siguiente en salas en los Estados Unidos y Canadá.

## Sinopsis
GTX Corporation es una exitosa empresa norteamericana de múltiples rubros, cuya principal división está enfocada en astilleros y construcción naval. La misma está ubicada en Boston y fue fundada hace muchos años por Gene McClary (Tommy Lee Jones), quien convirtió un simple negocio de construcción naval en una millonaria compañía internacional, dirigida ahora por su CEO, amigo y cofundador James Sallinger (Craig T. Nelson).
Alejado sentimentalmente de una esposa dominada por su adicción a las compras, McClary es un millonario que utiliza el jet corporativo de la empresa con frecuencia y se encuentra en secreto con su amante Sally Wilcox (María Bello), que trabaja como directora de Recursos Humanos de la compañía. Durante la crisis del año 2008 la bolsa de valores y la economía en general se han desplomado hasta un bajo y aterrador punto que afecta tanto el trabajo en el país como la estabilidad de la empresa. En consecuencia, Sallinger ordena "reducir personal", un eufemismo para indicar despidos masivos. Uno de los primeros en ser despedido es el Gerente de ventas, Bobby Walker (Ben Affleck), quien tras ser echado es fuertemente afectado por un sentimiento de fracaso y humillación. Su esposa Maggie (Rosemarie DeWitt) reacciona inicialmente con desesperación, pero se amolda a la situación regresando a su antiguo trabajo como enfermera en un Hospital, y pidiendo a su hijo que no pierda las esperanzas en su padre. Bobby busca un nuevo trabajo como gerente, pero es víctima de la falta de trabajo en todo el país: no lo reconocen, le faltan al respeto y nadie le ofrece un trabajo con un sueldo comparable al que ganaba. Finalmente, entre deudas e hipotecas, decide vender su auto Porsche y su gran casa. Resignado, acepta un trabajo con el hermano de su esposa, Jack (Kevin Costner), como carpintero en la construcción, ampliación y reparación de casas.
Mientras tanto, la reducción de personal continúa en GTX e incluye a Gene y a Phil (Chris Cooper), un empleado con varios años en la empresa y amigo de Gene. Furioso por la humillación de ser rechazado en otras empresas debido a su edad, sintiéndose humillado y obsoleto, Phil se suicida. La manera en la que cada Bobby y Gene enfrentan la situación frente a la falta de trabajo (en el primer caso), y la desaparición de una empresa que construyó con ahínco (en el segundo), revelan historias repletas de tragedia, así como también una demostración de la indomabilidad del espíritu humano y la capacidad de no perder la esperanza en un futuro que brinde trabajos y sueldos justos para todas las clases sociales de Estados Unidos.

## Reparto
- Ben Affleck... Bobby Walker
- Kevin Costner... Jack Dolan
- Chris Cooper... Phil Woodward
- Tommy Lee Jones... Gene McClary
- Rosemarie DeWitt... Maggie Walker
- Maria Bello... Sally Wilcox
- Craig T. Nelson... James Salinger
- Nancy Villone... Diane Lindstrom
- Tom Kemp... Conal Doherty
- Dana Eskelson... Diedre Dolan
- Patricia Kalember... Cynthia McClary
- Anthony O'Leary... Drew Walker
- Cady Huffman... Joanna
- John Doman... Dysart
- Angela Rezza... Carson Walker
- Kent Shocknek... Herb Rittenour
- Tonye Patano... Joyce Robertson
- Kathy Harum... Karen
- Lance Greene... Dick Landry